# Milan Smiljanić
Milan „Lola” Smiljanić, cyr. Милан Смиљанић (ur. 19 listopada 1986 w Kalmarze) – serbski piłkarz występujący na pozycji pomocnika. Zawodnik klubu FK Partizan. Uczestnik mistrzostw Europy U-21 2007 i 2009.

## Kariera
Milan Smiljanić zadebiutował w lidze Serbii i Czarnogóry 26 marca 2005 roku w meczu z Sutjeską Nikšić. W rodzimej lidze rozegrał 48 meczów, zdobył 1 bramkę. W 2007 roku został piłkarzem Espanyolu Barcelona. W sezonie 2009/2010 grał w Sportingu Gijón. Następnie wrócił do Partizana, a w latach 2013–2015 był piłkarzem Gençlerbirliği SK. W sezonie 2015/2016 grał w Maccabi Netanja. W 2016 przeszedł do Perth Glory.

## Statystyki

### Kariera klubowa
| Sezon     | Klub               | Kraj                | Liga                | Mecze | Gole |
| --------- | ------------------ | ------------------- | ------------------- | ----- | ---- |
| 2004/2005 | Partizan Belgrad   | Serbia i Czarnogóra | Meridijan Superliga | 2     | 0    |
| 2005/2006 | Partizan Belgrad   | Serbia i Czarnogóra | Meridijan Superliga | 15    | 1    |
| 2006/2007 | Partizan Belgrad   | Serbia              | Meridijan Superliga | 31    | 0    |
| 2007/2008 | Espanyol Barcelona | Hiszpania           | Primera División    | 29    | 0    |
| 2008/2009 | Espanyol Barcelona | Hiszpania           | Primera División    | 17    | 0    |
| 2009/2010 | Sporting Gijón     | Hiszpania           | Primera División    | 6     | 0    |
| 2010/2011 | Partizan Belgrad   | Serbia              | Meridijan Superliga | 18    | 1    |
| 2011/2012 | Partizan Belgrad   | Serbia              | Meridijan Superliga | 23    | 0    |
| 2012/2013 | Partizan Belgrad   | Serbia              | Meridijan Superliga | 24    | 1    |
| 2013/2014 | Gençlerbirliği SK  | Turcja              | Süper Lig           | 1     | 0    |
| 2014/2015 | Gençlerbirliği SK  | Turcja              | Süper Lig           | 0     | 0    |
| 2015/2016 | Maccabi Netanja    | Izrael              | Ligat ha’Al         | 31    | 0    |
| 2016/2017 | Perth Glory        | Australia           | A-League            |       |      |

### Kariera reprezentacyjna
| Lata  | Reprezentacja | Mecze | Gole |
| ----- | ------------- | ----- | ---- |
| 2006– | Serbia U-21   | 25    | 2    |
| 2007– | Serbia        | 6     | 1    |
| 2008  | Serbia IO     | 3     | 0    |